# Строберри Арена
«Строберри Арена» (ранее известна как «Friends Arena») (швед. Friends Arena) — футбольный стадион в городе Стокгольм, который построен в коммуне Сольна около железнодорожной станции (приблизительно в 6 км от центра Стокгольма). Полная стоимость строительства составляет приблизительно 2,3 млрд шведских крон (205 млн евро).
Эта арена заменила стадион Росунда, который являлся домашним для национальной сборной Швеции по футболу. Стадион имеет раздвигающуюся крышу, что позволяет проводить спортивные и культурные мероприятия в течение зимнего сезона. Его вместимость 50 000 зрителей во время футбольных матчей и до 67 500 во время концертов.

## Наименование
Банк Swedbank заплатил 153 млн шведских крон до 2023 года за то, чтобы назвать стадион Swedbank Arena. Но 25 марта 2012 года Swedbank объявил о новом названии — Friends Arena. В июле 2024 года стадион вновь сменил название на Strawberry Arena, в честь гостиничной группы Strawberry.

## Матчи
В 2013 году арена принимала чемпионат Европы по футболу среди женщин, в том числе и финал.
В сезоне 2016/2017 на стадионе прошёл финал Лиги Европы, в котором встречались «Манчестер Юнайтед» и голландский «Аякс».
На арене также проводятся матчи по хоккею с мячом.

## Факты
Стадион стоит на 18-м меридиане к востоку от Гринвича.